# Spomenik slobode u Rigi
Spomenik slobode u Rigi je simbol nezavisnosti i slobode za letonski narod. Izradili su ga 1935. Kārlis Zāle i Ernests Štalbergs. Svečano je otvoren 18. studenog 1935. na godišnjicu nezavisnosti Latvije iz 1918. godine. Lokalno stanovništvo je bilo donator novca. Na prednjem dijelu zapisano je  Tēvzemei un Brīvībai što znači “Za Domovinu i Slobodu”. Spomenik je izrađen od svjetlo sivog granita, dok je sam kip izrađen od bronce u Švedskoj. Tokom sovjetske okupacije okupljanje oko spomenika i polaganje cvijeća bilo je strogo zabranjeno. Nakon što je Latvija povratila nezavisnost ponovo je ustanovljena počasna garda.

## Vanjske poveznice
- Spomenik slobode u Rigi (rus.)